# Салем (Індія)
Салем (англ. Salem) — місто, адміністративний центр округу Салем, штат Тамілнад, Індія. 

## Географія
278 метрів — середня висота над рівнем моря. 10 жовтня 1965 року з частини території округу Салем був утворений новий округ Дхармапурі, а 25 липня 1996 року — округ Намаккал. Місто Салем в Індії вважається одним із найкрасивіших. Це місто Азія вважає перлиною краю. Історія і сучасність, культура і наука злилися разом в цьому місті. Аеропорт є важливим транспортним центров в Салемі. Для уряду Індії, та й для самих жителів аеропорт є дуже важливим.

## Населення
За даними перепису 2001 року, в місті проживало 693 236 людей, з яких 51 % — чоловіки, а 49 % — жінки. 77 % складає рівень грамотності дорослого населення. Грамотність чоловіків складає 82 %, грамотність жінок складає 72 %. Діти молодші 6 років складають 10 %.

## Промисловість
Поблизу Салема — проводиться великий видобуток магнезиту. Працює алюмінієвий завод і потужна ГЕС.
| Індія | Це незавершена стаття з географії Індії. Ви можете допомогти проєкту, виправивши або дописавши її. |